# KOOL SPICE
『KOOL SPICE』（クール・スパイス）はロックバンド、the pillowsの3枚目アルバム。

## 概要
上田ケンジが脱退してから初のアルバム。このアルバムから「第2期」となる。シングルは収録されずに、その後リリースされた『DAYDREAM WONDER』は収録予定だったが「アレンジを固めればもっと良くなるだろう」と判断され収録されず発売された。
初回盤のみロゴステッカー付き。
このアルバムから「開かない扉の前で」は『DAYDREAM WONDER』のカプリングとしてリカットされ、「NAKED SHUFFLE」はベストアルバム『Fool on the planet』に収録される。

## 収録曲
作詞･作曲：山中さわお
1. モノクロームラバーズ
2. 恋のスパイに気をつけろ!
3. 公園 ～黄昏のワルツ～
4. Sha-la-la-lla
5. TOY DOLL
6. NAKED SHUFFLE
7. 開かない扉の前で